# 오도세촌
오도세촌(大戸瀬村)은 아오모리현 니시쓰가루군에 놓여졌던 촌이다.

## 연혁
- 1889년 4월 1일 - 정촌제 시행에 의해 니시쓰가루군 세키촌, 야나기다촌, 이와사카촌, 다노사와촌, 가자고세촌, 도도로키촌, 기타카나가사와촌과 합병해, 오토세촌이 성립하였다.
- 1955년 7월 29일 - 니시쓰가루군 후카우라정과 합병해 새로운 후카우라정을 신설해 소멸하였다.